# Катарина Монсдоттер
Катарина Монсдоттер (швед. Katarina Månsdotter), или Карин Монсдоттер (швед. Karin Månsdotter), или Каарина Маунунтютяр (фин. Kaarina Maununtytär; 6 ноября 1550, Уппланд — 13 сентября 1612, Liuksiala Manor, Кангасала) — королева Швеции, супруга короля Эрика XIV. Единственная в истории коронованная представительница финского народа.
Похоронена в часовне кафедрального собора города Турку в Финляндии.

## Биография
Катарина Монсдоттер, дочь простого солдата и крестьянки, в 1567 году стала любовницей короля Эрика XIV. Король обратил на неё внимание, когда она продавала на рынке орехи.
Затем король решил жениться на своей возлюбленной: 4 июля 1568 года их обвенчали в кафедральном соборе Уппсалы. В том же году Эрик XIV был свергнут своими братьями, Юханом и Карлом, с престола и заключён под стражу, потерял все королевские права на Швецию. Катарина Монсдоттер, названная в народе финской золушкой, была королевой Швеции всего лишь 87 дней.

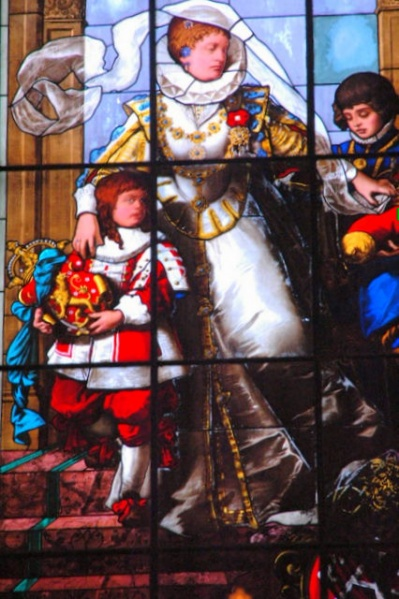
Катарина Монсдоттер с детьми на витраже кафедрального собора Турку

Из замка Стокгольма Эрика отправили в замок Або (Турку) в Финляндии, куда он прибыл 15 июля 1570 года вместе с семьёй: женой Катариной Монсдоттер и детьми — четырёхлетней Сигрид, двухлетним Густавом и полугодовалым Хенриком.
Эрик не подчинился своей судьбе. Ради своего освобождения он начал готовить тайный сговор с царём Иваном Грозным. После разоблачения этой попытки его охрану усилили, и количество стражников увеличили почти до ста человек. Он был заключён в маленькую арестантскую комнату шестиугольной башни переднего замка, окна которой выходили на реку Аурайоки и море. Вокруг тюрьмы проходил коридор для охраны со сводами на внешней стене.
В конце лета 1571 года по решению Юхана III заключённые и их сопровождение отправились из Турку в крепость Кастельхольм на Аландских островах.
В Вестерози Эрик был отлучён от семьи, и Катарина Монсдоттер в апреле 1573 года вместе с детьми Сигрид и Густавом возвратилась в замок Турку. Юхан III отдал во владение Катарине Монсдоттер имение Лиуксиала (фин. Liuksiala) в Кангасала.

## Дети Катарины Монсдоттер
За годы жизни с королём Катарина родила четверых детей: дочь Сигрид (1566—1633) и сыновей Густава (1568—1607), Хенрика (1570—1574) и Арнольда (1572—1573).

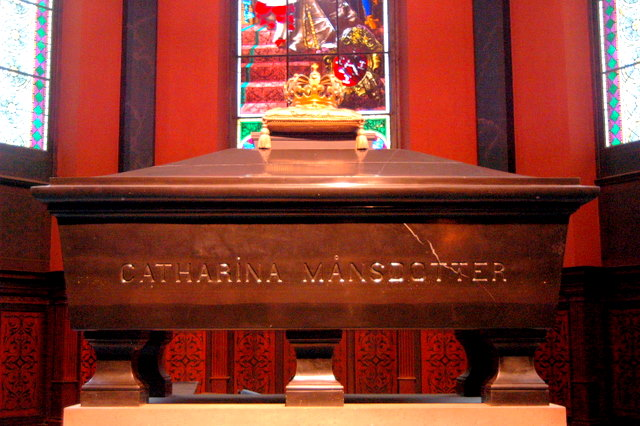
Могила Катарины Монсдоттер. Кафедральный собор Турку

В Турку остался полуторагодовалый сын Хенрик, который, вероятно, был болен. Хенрик умер в Турку и был похоронен в кафедральном соборе под выстрелы артиллерийского салюта из замка Турку. Из замка привезли для могилы Хенрика 600 кирпичей.
Трагична судьба сына Густава. В 1575 году посланные Юханом III люди отобрали у Катарины её семилетнего сына Густава и отправили в Польшу. Встреча матери с сыном после этого, первая и последняя, произошла только через 21 год. Густаву было запрещено появляться в Швеции и Финляндии. Он был вынужден скитаться по Европе, часто испытывая нужду. Во многом он унаследовал и таланты, и недостатки отца, знал большое количество языков и был весьма сведущ в алхимии, гордясь тем, что его называли «новым Парацельсом». В 1600 году русский царь Борис Годунов переманил Густава в Москву, рассчитывая женить на своей дочери Ксении. Однако принц повёл себя крайне скандально, выписал свою любовницу, держал себя по-царски и в конце концов был сослан в Углич, где ему было пожаловано номинальное удельное княжество. Умер в 1607 году в Кашине.

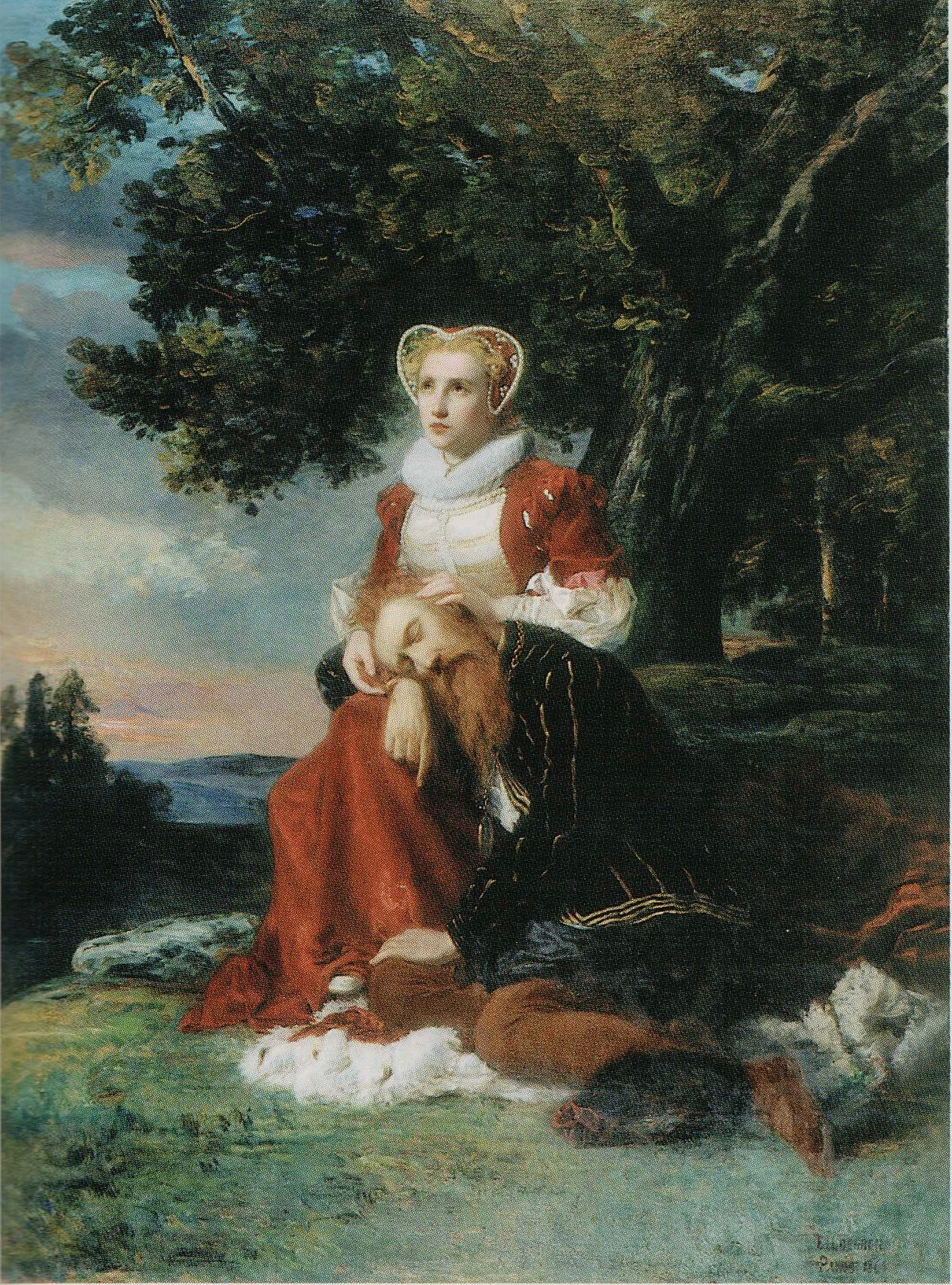
«Эрик XIV и Каарина Маунунтютяр». Картина финского художника Эрика Йохана Лёфгрена (1864)

## Катарина Монсдоттер в искусстве
История Эрика и Карин Монсдоттер не забыта. До сих пор рассказывают историю о несчастном короле Эрике, играющем на лютне, и верной Катарине, о хибарке в Туупиккала, расположенной на берегу реки Аурайоки, в которой она жила вместе с детьми во время нахождения мужа в тюрьме шестиугольной башни. Заточенный, тоскуя, постоянно смотрел на противоположный берег из окна своей тюремной камеры. Тюрьма Эрика в замке Турку и углубления от локтей на подоконнике в камере дали толчок для легенды об Эрике и Катарине Монсдоттер и вдохновили писателей, поэтов, художников и композиторов увековечить историю любви королевской пары.

## В астрономии
В честь Катарины Монсдоттер назван астероид (832) Карин, открытый в 1916 году.